# Roesthalseremomela
De roesthalseremomela (Eremomela usticollis) is een zangvogel uit de familie Cisticolidae.

## Verspreiding en leefgebied
Deze soort komt voor in zuidelijk Afrika en telt twee ondersoorten:
- E. u. rensi: van oostelijk Zambia tot centraal Zimbabwe en centraal Mozambique.
- E. u. usticollis: van zuidelijk Angola en Namibië tot zuidelijk Mozambique en noordoostelijk Zuid-Afrika.

## Status
De grootte van de populatie is niet gekwantificeerd maar de soort wordt omschreven als algemeen in zijn hele verspreidingsgebied. Op de Rode lijst van de IUCN heeft deze soort de status niet bedreigd.